# Хохітвянська сільська рада
| Хохітвянська сільська рада — колишній орган місцевого самоврядування у Богуславському районі Київської області з адміністративним центром у с. Хохітва. Водоймища на території, підпорядкованій даній раді: річка Рось. Сільській раді підпорядковані населені пункти: - с. Хохітва - с. Івки - с. Поташня |

## Склад ради
Рада складається з 16 депутатів та голови.

### Керівний склад ради
| ПІБ                         | Основні відомості                                                         | Дата обрання | Дата звільнення |
| --------------------------- | ------------------------------------------------------------------------- | ------------ | --------------- |
| Драченко Анатолій Дмитрович | Сільський голова, 1972 року народження, освіта, безпартійний              | 26.03.2006   | 31.10.2010      |
| Драченко Анатолій Дмитрович | Сільський голова, 1972 року народження, освіта вища, член Партії регіонів | 31.10.2010   |                 |

Примітка: таблиця складена за даними джерела